# Klabautermann

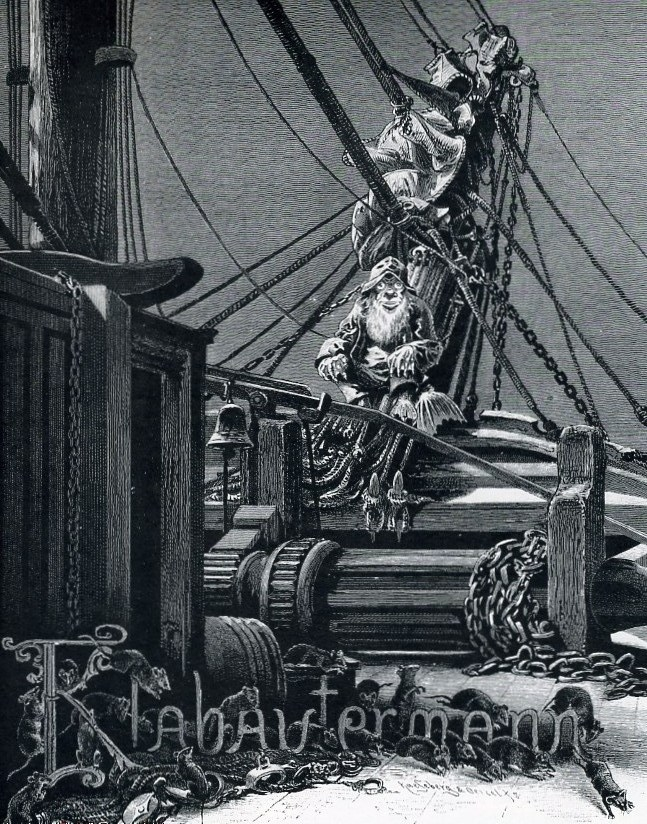
Klabautermann-Illustration zum Buch Zur See, von 1885

Der Klabautermann, Kalfatermann oder Klabattermann (von niederdeutsch klabastern „poltern“, „lärmend umhergehen“ oder von ebenfalls niederdeutsch kalfatern „mit Pech und Werg abdichten“) ist im seemännischen Aberglauben ein Schiffsgeist oder Kobold, der – meist unsichtbar – den Kapitän bei Gefahren warnt und gerne Schabernack treibt.

## Geschichte
Die Figur des Klabautermanns ist verbunden mit der Segelschifffahrt. Er wohnt im Laderaum, wo er hämmert, nachstaut und mit Brettern wirft; nur manchmal wohnt er unter der Ankerwinde. Er kommt auch an Deck, steigt in den Mast, klettert in der Takelage und sitzt auf dem Bugspriet oder auf dem Klüverbaum von Segelschiffen. Wenn er sich auf dem Schiff blicken lässt, soll dies ein schlechtes Zeichen sein und die drohende Gefahr des Schiffsunterganges andeuten.
Der Klabautermann hilft im Schiffsbau beim Dichten des Schiffsdecks. An Bord macht er sich durch Polter- und andere Geräusche bemerkbar. Man sagt: „Wenn er klopft, bleibt er, wenn er hobelt, geht er.“ Sein Aussehen gleicht dem eines Matrosen – mit Hammer und Pfeife, manchmal auch mit Seekiste, mit roten Haaren und grünen Zähnen. Einige Seeleute behaupten, er verlässt das Schiff erst, wenn es untergeht; andere dagegen, er gehe gelegentlich von Bord, um das Eintreffen des Schiffes im Hause des Kapitäns anzukündigen.
Gemäß einem alten Seemannsbrauch gehört auf jedes Schiff ein Huhn zur Abschreckung des Klabautermanns.
Der Klabautermann fand Eingang in die Literatur durch Heinrich Heine, Friedrich Gerstäcker, Christian Morgenstern und Theodor Storm. Der Dichter und Schriftsteller Klabund erklärt sein Pseudonym als Zusammensetzung von „Klabautermann“ und „Vagabund“. Auch die Kinderfigur Pumuckl von Ellis Kaut ist ein „Nachfahre der Klabauter“.

## Skulpturen
Der Klabautermann wurde mehrfach als Skulptur umgesetzt. Beispielsweise schuf J.H. Pagels im Jahr 1911 eine Skulptur, welche früher – ab 1912 – auf dem Schulhof der Pestalozzischule Bremerhaven stand und heutzutage auf der Terrasse des Restaurants „Der Wasserschout“ in der Nähe des Deutschen Schifffahrtsmuseums Bremerhaven zu sehen ist.

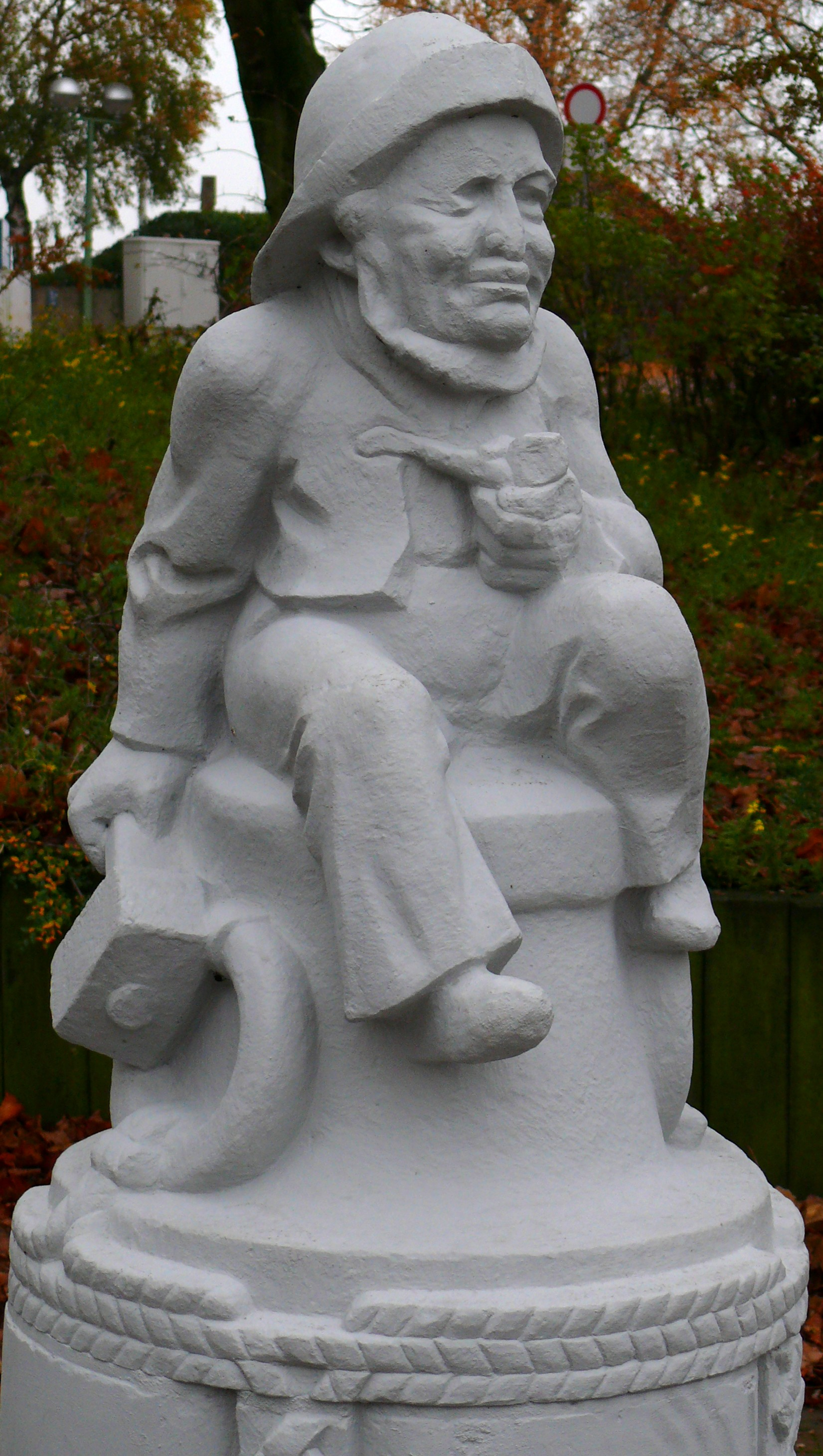
Klabautermann auf der Terrasse des Restaurants „Der Wasserschout“ in der Nähe des Deutschen Schifffahrtsmuseums Bremerhaven
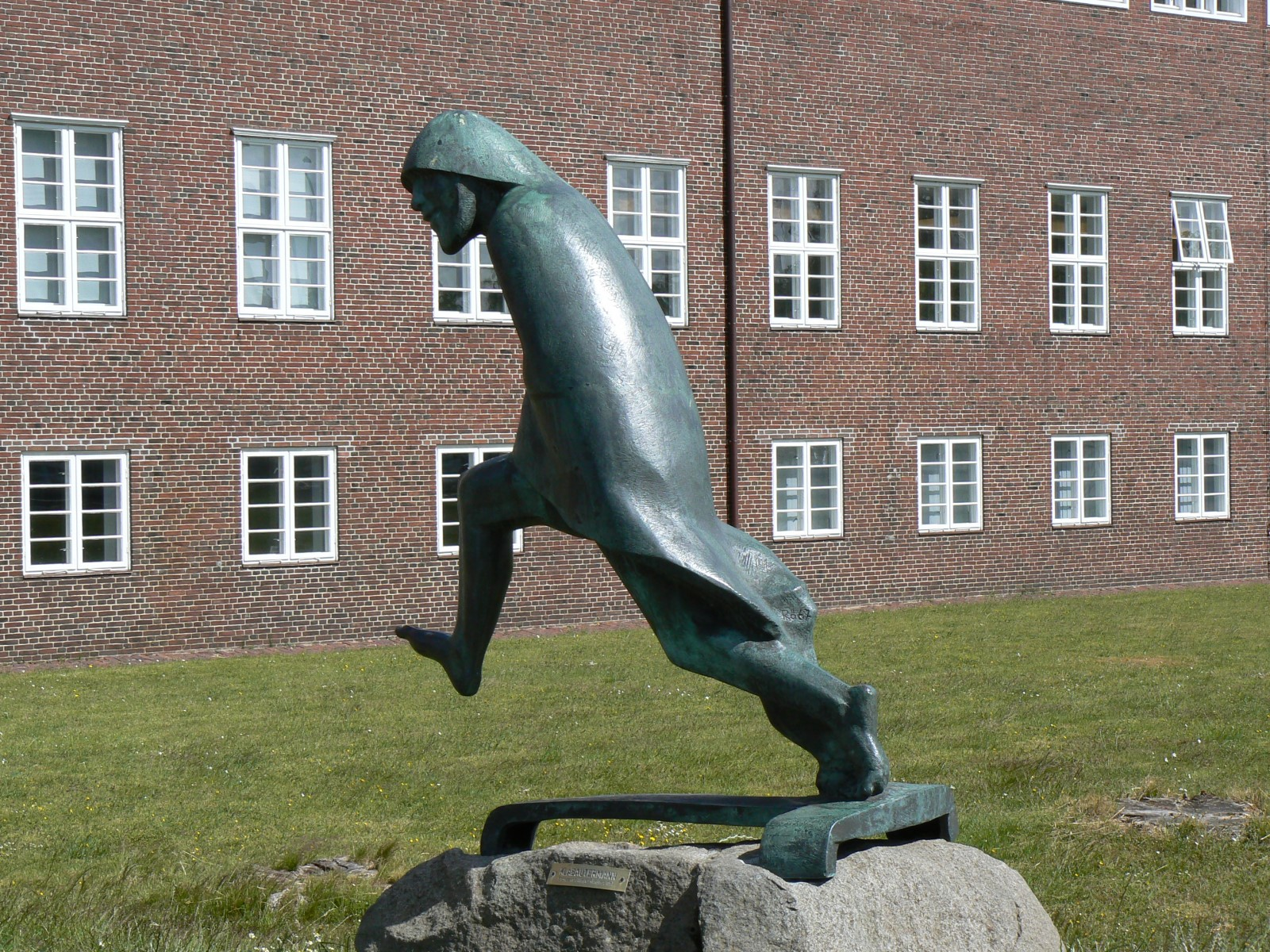
Skulptur Klabautermann in Husum
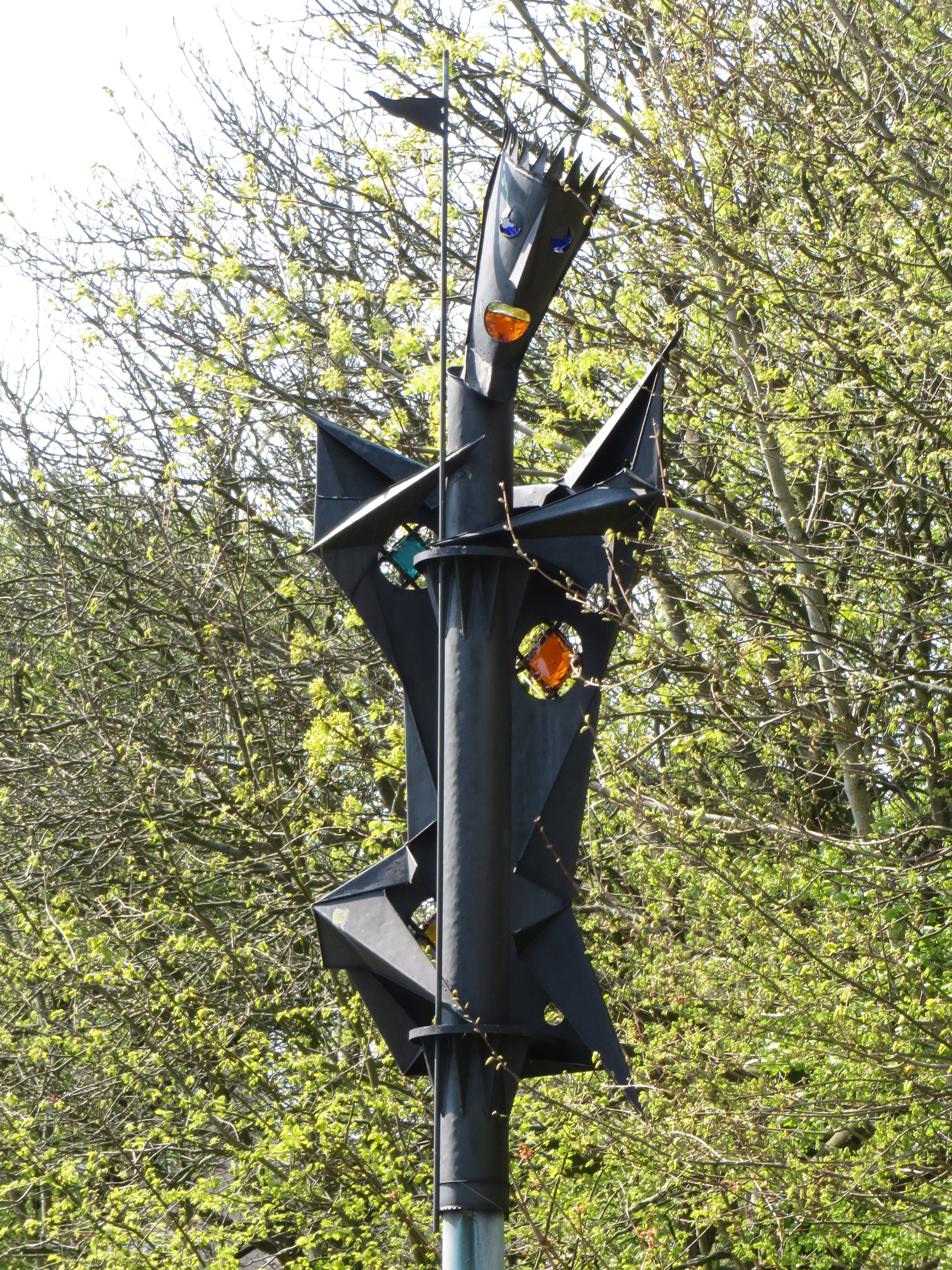
Skulptur des Klabautermanns in der Osterkoppel in Flensburg-Mürwik, Stadtbezirk Friedheim